# Mainz-Amöneburg
Mainz-Amöneburg est un quartier de la ville de Wiesbaden en Allemagne.

## Histoire
Les forces françaises s'établirent à Mayence le 9 juillet 1945, pour la sixième fois depuis 1644. Les soldats inscrivirent sur la porte impériale : « Ici Mayence ». Le 25 juillet, une discussion au sommet fixa le Rhin (seulement jusqu'à hauteur de Kaub) comme frontière entre les zones d'occupation françaises et américaines. Les faubourgs de la rive droite furent ainsi séparés de Mayence et les faubourgs au nord de la confluence du Main comme Mainz-Kostheim, rattachés à Wiesbaden (voir l'article: Grande-Hesse). Les faubourgs au sud du Main redevinrent indépendants, comme avant 1930, ce qui fit perdre à Mayence plus de la moitié de sa superficie. Toutes les tentatives de rattachement ultérieures échouèrent, de sorte que lorsque la constitution fédérale créa les Länder de Rhénanie-Palatinat et de Hesse, la séparation fut définitive.